# Suctobelbella prominens
Suctobelbella prominens är en kvalsterart som först beskrevs av Johann Wilhelm Karl Moritz 1966.  Suctobelbella prominens ingår i släktet Suctobelbella och familjen Suctobelbidae. Inga underarter finns listade i Catalogue of Life.